# Kany García (álbum)
Kany García es el nombre del tercer álbum de estudio homónimo grabado por la cantautora puertorriqueña Kany García nominado al Latin Grammy 2012. Fue lanzado al mercado bajo el sello discográfico Sony Music Latin el 31 de julio de 2012 y el álbum fue producido por Kany García y coproducido por Julio Reyes Copello y Paul Forat. El primer sencillo del álbum es Que Te Vaya Mal y fue nominado para el año 2012 por los Premios Grammy Latinos. El álbum fue nominado a "Mejor álbum pop latino" en los Premios Grammy 2013. Pero perdió contra Juanes MTV Unplugged de Juanes.

## Información de álbum
El álbum fue grabado en Bogotá, Colombia. La versión en vivo del álbum, que fue grabado para un mini-película/en vivo disponible como parte de la unidad de CD/DVD o iTunes formato digital se registró en la Universidad Pontificia Javeriana de Bogotá tipo de conciertos.
| Tabla Ranking                  | Pico posición |
| ------------------------------ | ------------- |
| U.S Billboard Top Latin Albums | 5             |
| U.S Billboard Latin Pop Albums | 1             |
| Mexico Top 100 Albums          | 72            |

"Kany García: En concierto" es la gira de conciertos de la cantautora puertorriqueña Kany García en apoyo de su tercer álbum de estudio del mismo nombre. La gira comenzó en Puerto Rico y continúa en Estados Unidos y países latinoamericanos como República Dominicana, Costa Rica y México.

## Promoción

### Sencillos promocionales
Antes del lanzamiento del álbum, dos sencillos promocionales fueron lanzados exclusivamente en iTunes Store como una "Kany García (álbum)".
- "Demasiado bueno" fue el primer sencillo promocional, lanzado el 16 de julio de 2012.
- "Me quedo", fue la segunda y última promoción única, publicado el 23 de julio de 2012.

Como parte de la promoción, Kany lanzó una canción del álbum cada semana de julio, comenzando con el primer sencillo "Qué te vaya mal". Las otras canciones fueron "Alguien", "Demasiado Bueno" y "Me Quedo".
- "Qué te vaya mal" fue lanzado como primer sencillo del álbum el 23 de abril de 2012.
- "Alguien" es elegido como el segundo sencillo del álbum y se estrenará en agosto. Alcanzó el puesto #8 en la lista Billboard Latin Pop.
- "Cuando se va el amor" fue anunciado oficialmente como el tercer sencillo de Kany García a través de su página de Facebook. La canción alcanzó el Top 40 en la Canción Latina de Billboard y Top 30 en Latin Pop Airplay.
- "Adiós" fue lanzado como cuarto sencillo del álbum el 22 de abril de 2013. La canción alcanzó el Top 40 en el Billboard Latin Pop.[8]

## Historia de lanzamiento
| Región         | Fecha               | Compañía         | Formato         |
| -------------- | ------------------- | ---------------- | --------------- |
| Puerto Rico    | 30 de julio de 2012 | Sony BMG         | Standard/Deluxe |
| Estados Unidos | 31 de julio de 2012 | Sony BMG         | Standard/Deluxe |
| América Latina | 31 de julio de 2012 | Sony Music Latin | Standard/Deluxe |

## Lista de canciones
| N.º | Título                                                | Escritor(es)                      | Duración |  |
| 1.  | «Me quedo»                                            | Kany García                       | 3:20     |  |
| 2.  | «Cuando se va el amor»                                | Kany García                       | 4:10     |  |
| 3.  | «Que te vaya mal»                                     | Kany García                       | 2:33     |  |
| 4.  | «Adiós»                                               | Kany García · Julio Reyes Copello | 3:29     |  |
| 5.  | «Demasiado bueno»                                     | Kany García                       | 2:45     |  |
| 6.  | «Esta soledad (con Dani Martín)»                      | Kany García                       | 3:16     |  |
| 7.  | «Qué me quieras (con Jorge Celedón y Jimmy Zambrano)» | Kany García                       | 3:05     |  |
| 8.  | «Pasaporte»                                           | Kany García                       | 3:48     |  |
| 9.  | «Hoy ya me voy (con Franco De Vita)»                  | Kany García                       | 3:54     |  |
| 10. | «Alguien»                                             | Kany García                       | 3:03     |  |
| 11. | «Estigma de amor (con Antonio Carmona)»               | Kany García                       | 3:28     |  |
| 12. | «Si yo me olvido»                                     | Kany García                       | 3:23     |  |

| El Making de un sueño - DVD |                                   |          |  |
| N.º                         | Título                            | Duración |  |
| 1.                          | «Intro: El Making de un sueño»    |          |  |
| 2.                          | «Interlude: Me quedo»             |          |  |
| 3.                          | «Me quedo»                        |          |  |
| 4.                          | «Interlude: Cuando se va el amor» |          |  |
| 5.                          | «Cuando se va el amor»            |          |  |
| 6.                          | «Interlude: Qué te vaya mal»      |          |  |
| 7.                          | «Qué te vaya mal»                 |          |  |
| 8.                          | «Interlude: Adiós»                |          |  |
| 9.                          | «Adiós»                           |          |  |
| 10.                         | «Interlude: Demasiado bueno»      |          |  |
| 11.                         | «Demasiado bueno»                 |          |  |
| 12.                         | «Interlude: Esta soledad»         |          |  |
| 13.                         | «Esta soledad»                    |          |  |
| 14.                         | «Interlude: Qué me quieras»       |          |  |
| 15.                         | «Qué me quieras»                  |          |  |
| 16.                         | «Interlude: Pasaporte»            |          |  |
| 17.                         | «Pasaporte»                       |          |  |
| 18.                         | «Interlude: Hoy ya me voy»        |          |  |
| 19.                         | «Hoy ya Me voy»                   |          |  |
| 20.                         | «Interlude: Alguien»              |          |  |
| 21.                         | «Alguien»                         |          |  |
| 22.                         | «Interlude: Estigma de amor»      |          |  |
| 23.                         | «Estigma de amor»                 |          |  |
| 24.                         | «Interlude: Si yo me olvido»      |          |  |
| 25.                         | «Si yo me olvido»                 |          |  |

## Premios/nominaciones
| Año  | Ceremonia de los Premios | Premio                        | Trabajo               | Resultado |
| ---- | ------------------------ | ----------------------------- | --------------------- | --------- |
| 2012 | Premio Grammy Latino     | Grabación del Año             | "Qué te vaya mal"     | Nominado  |
| 2013 | Premio Grammy            | Mejor Álbum Pop Latino        | "Kany Garcia" (álbum) | Nominado  |
| 2013 | Premios Grammy Latinos   | Mejor Álbum Cantautor         | "Kany Garcia" (álbum) | Nominado  |
| 2013 | Premios Grammy Latinos   | Mejor Ingeniería de Grabación | "Kany García" (álbum) | Ganador   |